# 上原泉
上原 泉（うえはら いずみ）は、日本の心理学者。お茶の水女子大学大学院人間文化創生科学研究科（人間発達科学専攻）教授。博士（学術）。専門は、認知心理学、発達心理学、教育心理学。

## 略歴
- 1994年3月 東京大学文学部心理学科卒業
- 1996年3月 東京大学大学院総合文化研究科広域科学専攻修士課程修了
- 1999年3月 東京大学大学院総合文化研究科広域科学専攻博士課程修了
- 2000年4月 日本学術振興会特別研究員【PD】
- 2002年4月 清泉女学院大学人間学部文化心理学科 講師
- 2006年4月 東京外国語大学外国語学部 助教授
- 2009年4月 東京外国語大学総合国際学研究院（言語文化部門・文化研究系）准教授（大学院重点化による所属変更）
- 2012年4月 お茶の水女子大学大学院人間文化創生科学研究科（人間発達科学専攻）准教授
- 2022年4月 同 教授

## 著書
- 6部「発達と記憶」第1章　赤ちゃんのときのことを覚えていますか? －乳幼児期の記憶－．太田信夫（編）『記憶の心理学と現代社会』有斐閣．pp. 253-262
- 2-1「乳児期の記憶」．杉本伸一郎・坂田陽子（編）『実験で学ぶ発達心理学』ナカニシヤ出版 pp. 44-51
- 第II部　発達－記憶，心の理解に重点をおいて－．月本洋・上原泉著『想像：心と身体の接点』ナカニシヤ出版 pp.117-182